# لوك بيرثولد
لوك بيرثولد هو سياسي كندي، ولد في 1953 في شيربروك في كندا. حزبياً، نشط في حزب المحافظين الكندي. في الانتخابات الفيدرالية الكندية 2015، انتخب عضو مجلس العموم الكندي عن دائرة Mégantic—L'Érable ‏ وقد انضم خلال فترته النيابية ‏ (19 أكتوبر 2015 – ) للكتلة البرلمانية حزب المحافظين الكندي.